# Kraftwerk Rechtenstein
Das Kraftwerk Rechtenstein ist ein Kleinwasserkraftwerk an der Donau in der Gemeinde Rechtenstein in Baden-Württemberg.

## Geschichte
In Rechtenstein besteht seit dem Mittelalter eine Wehranlage. Die Herren vom Stain betrieben dort eine Getreidemühle und eine Ölmühle und hatten auch das Recht des Mühlenzwangs inne. Ab 1903 wurde die Mühle umgebaut, 1905 wurde das Kraftwerk in Betrieb genommen und lieferte den Strom für die Holzstofffabrik, die ihre Produkte in die Papierfabrik in Scheer lieferte. Für den Transport zwischen der Fabrik und dem Bahnhof wurde die Feldbahn Rechtenstein errichtet. Die Holzstofffabrik war bis 1993 in Betrieb. Das Kraftwerk wird weiter betrieben und speist ins Netz der EnBW ein, die Fabriksgebäude werden als Werkstätte genutzt.
2016 wurde mit dem Neubau der Wehranlage nebst Erweiterung des Kraftwerks um eine vierte Turbine begonnen. Damit soll das Regelarbeitsvermögen auf 2,3 Millionen Kilowattstunden erhöht werden. War beim Start noch Ostern 2017 als Fertigstellungszeitpunkt geplant gewesen, wurde der Endtermin im November 2016 auf Pfingsten 2017 verschoben, da es an schwerem Bohrgerät fehlte. Ende Juli 2017 wurde das Wasserkraftwerk Rechtenstein fertig gestellt und wieder in Betrieb genommen.

## Technik
Die alte Mühle hatte mehrere unterschlächtige Wasserräder. Das Kraftwerk besitzt drei Francis-Schachtturbinen mit je 9 m³/s von 1905; Steuerung, Generator und Getriebe wurden 1975 erneuert. Die Fallhöhe beträgt 1,8 m. Das Regelarbeitsvermögen des Kraftwerks beträgt 1,8 GWh, die installierte Leistung beträgt 280 kW.
Im Juli 2011 wurde beim Bahnhof eine Ökostromtankstelle für Mitglieder von Park & Charge eröffnet, die über die Wasserkraftanlage und firmenzugehörige PV-Anlage versorgt wird.